# Liste von Söhnen und Töchtern der Stadt Omaha
Dies ist eine Liste bekannter Persönlichkeiten, die in der US-amerikanischen Stadt Omaha (Nebraska) geboren wurden. Ob sie im Weiteren in Omaha gewirkt haben, ist ohne Belang. Die Liste erhebt keinen Anspruch auf Vollständigkeit.

## 19. Jahrhundert

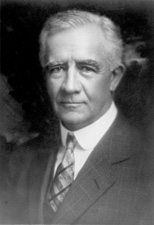
Gilbert M. Hitchcock
(1859–1934)

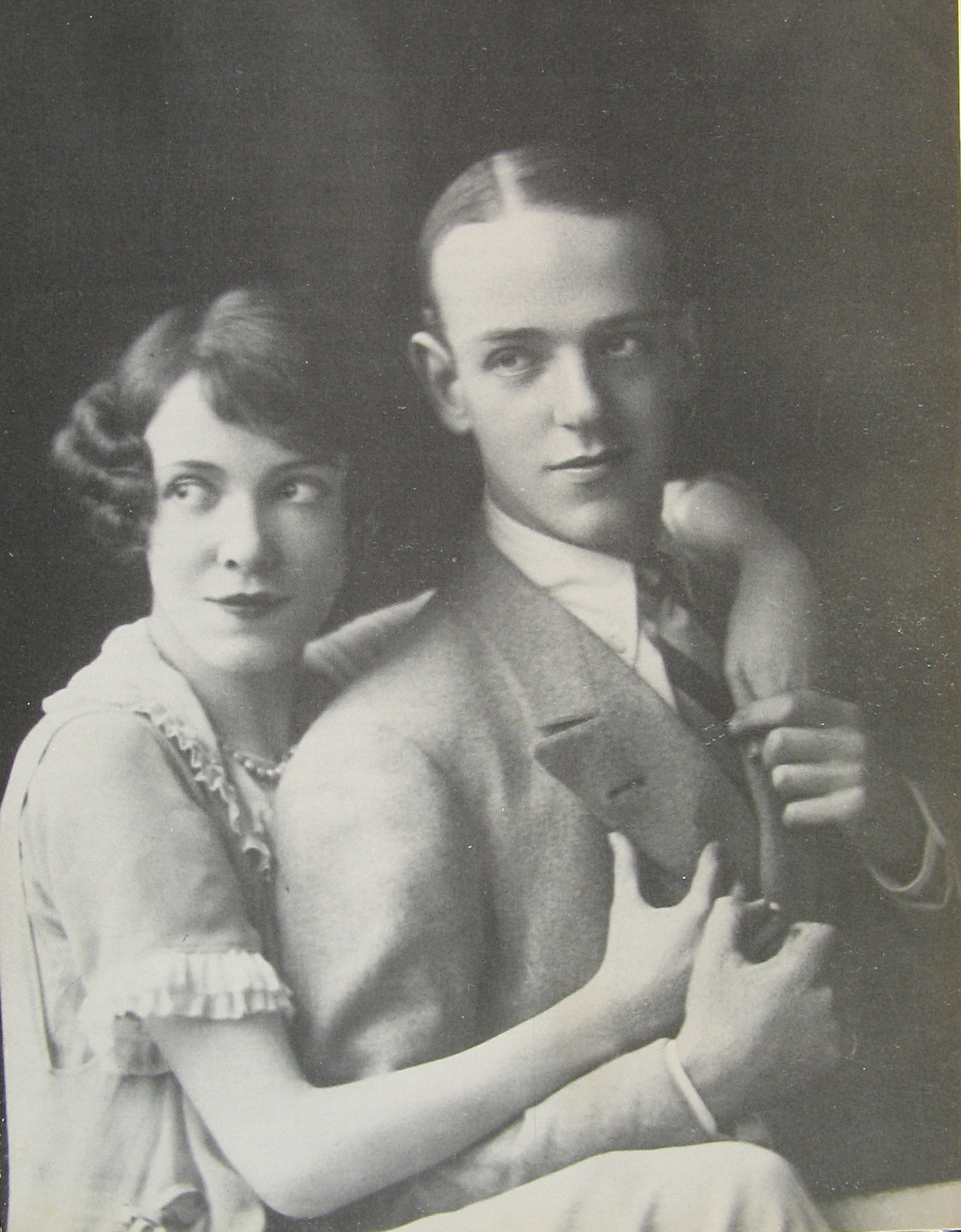
Adele Astaire
(1896–1981) und Fred Astaire
(1899–1987)

- Gilbert Monell Hitchcock (1859–1934), Zeitungsverleger, Politiker und von 1911 bis 1923 US-Senator
- Eva Thatcher (1862–1942), Schauspielerin[1]
- Rheta Childe Dorr (1866–1948), Journalistin und Suffragette
- Ed McGivern (1874–1957), Revolver-Kunstschütze und Schießausbilder
- Joel Stebbins (1878–1966), Astronom
- Morton Harvey (1886–1961), Vaudeville-Künstler und Sänger
- Joseph Henabery (1888–1976), Regisseur, Schauspieler, Drehbuchautor und Produzent
- Doris Stevens (1888–1963), Schriftstellerin und Frauenrechtlerin
- Stanislav Letovsky (1890–1965), Komponist und Pianist
- Samuel W. Reynolds (1890–1988), Politiker
- Beatrice Van (1890–1983), Schauspielerin und Drehbuchautorin[2]
- Alfred E. Montgomery (1891–1961), Vizeadmiral[3]
- Frank A. Barrett (1892–1962), Politiker
- Howard M. Baldrige (1894–1985), Politiker
- Theodore Metcalfe (1894–1973), Politiker
- Paul Girard Smith (1894–1968), Drehbuchautor, Schauspieler und Regisseur
- Louis D. Lighton (1895–1963), Drehbuchautor und Filmproduzent
- Charlie Green (um 1895–1935), Blues- und Jazz-Posaunist
- Adele Astaire (1896–1981), Tänzerin und Entertainerin
- Albert Wedemeyer (1897–1989), General
- Harry Haywood (1898–1985), Kommunist
- Fred Astaire (1899–1987), Tänzer, Sänger und Schauspieler

## 20. Jahrhundert

### 1901–1910

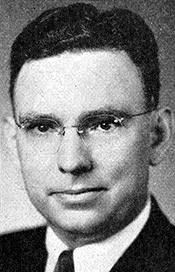
Howard Buffett
(1903–1964)

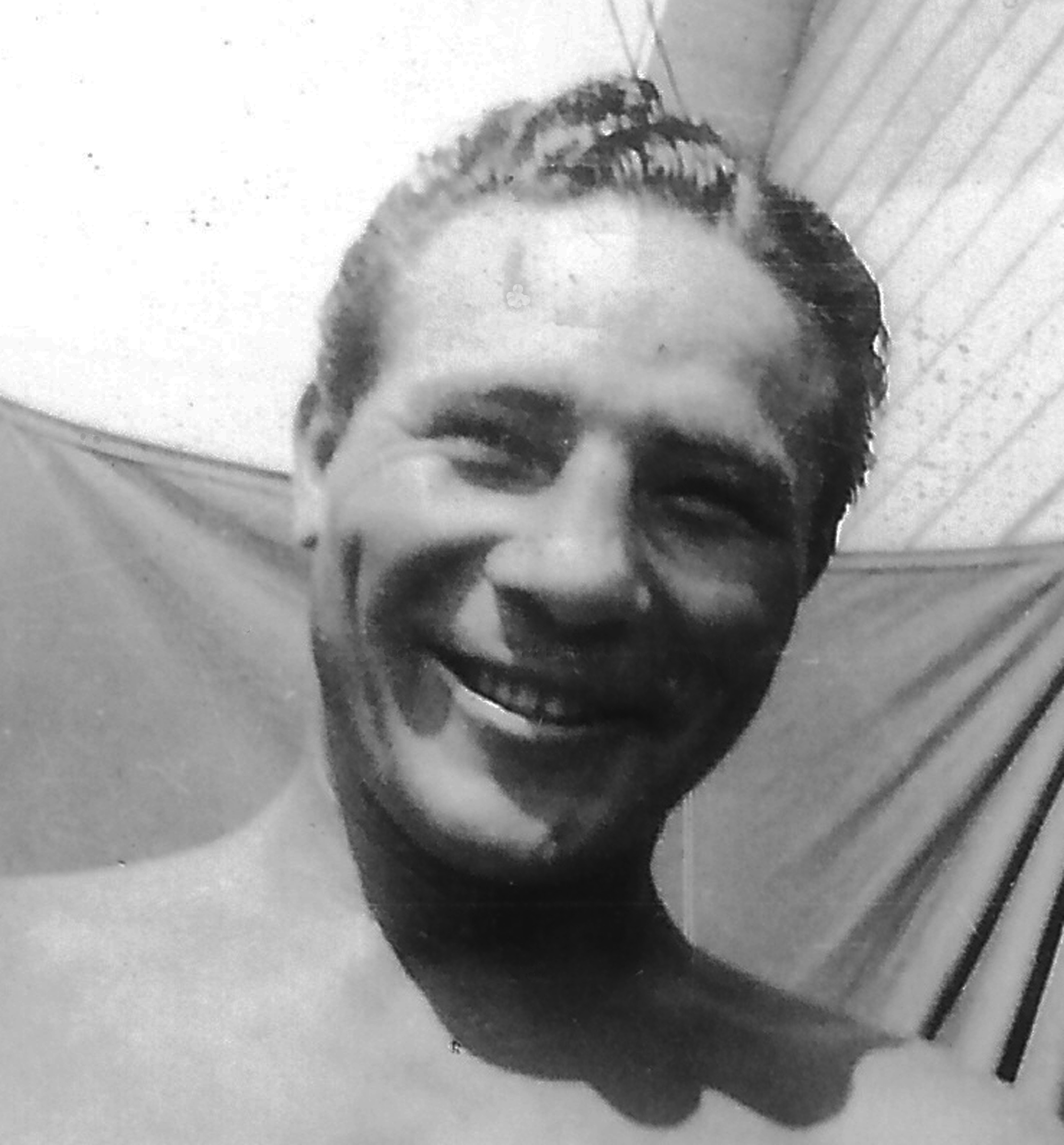
Max Baer
(1909–1959)

- Ike Mahoney (1901–1961), American-Football-Spieler, Baseball- und Basketballspieler
- Josephine Platner Shear (1901–1967), Klassische Archäologin
- Curtis Shears (1901–1988), Fechter
- Morton Kaer (1902–1992), Fünfkämpfer und Footballspieler
- Howard Buffett (1903–1964), Geschäftsmann und Politiker
- George Givot (1903–1984), russisch-US-amerikanischer Schauspieler[4]
- David D. Keck (1903–1995), Botaniker
- Donald F. Othmer (1904–1995), Chemiker und Philanthrop
- Thelma Sutcliffe (1906–2022), Altersrekordlerin
- Ann Ronell (1906/1908–1993), Komponistin und Texterin
- Art Babbitt (1907–1992), Animator, Erfinder von Goofy
- Burrill Phillips (1907–1988), Komponist und Musikpädagoge
- Howard Browne (1908–1999), Schriftsteller und Drehbuchautor
- William Dozier (1908–1991), Filmproduzent und Schauspieler
- Bernie Hanighen (1908–1976), Liedtexter, Komponist und Musikproduzent
- Angelo Rossitto (1908–1991), Schauspieler
- Max Baer (1909–1959), Boxweltmeister im Schwergewicht
- John D. Goodell (1909–2004), Dokumentarfilmregisseur

### 1911–1920

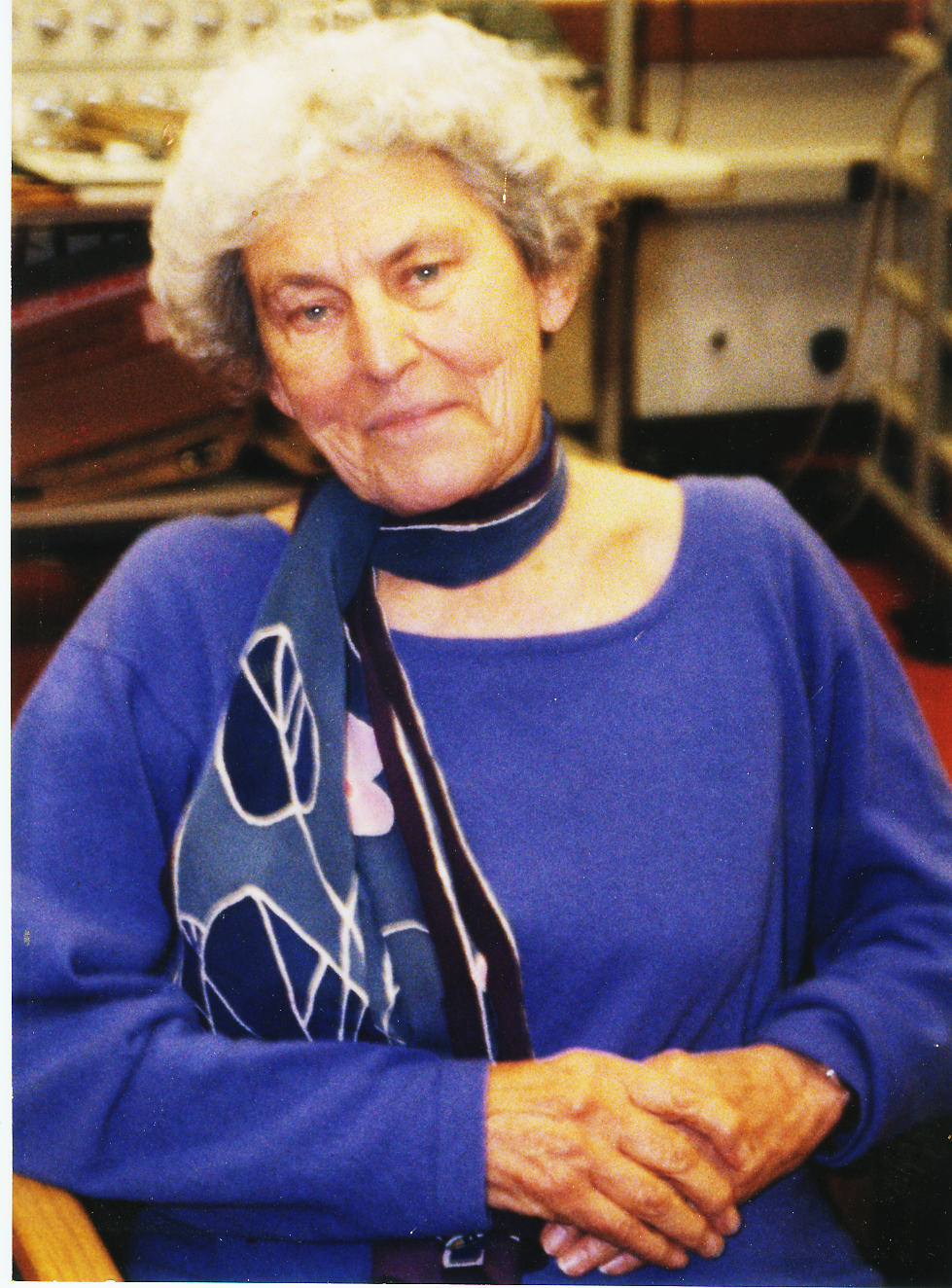
Tillie Olsen
(1912–2007)

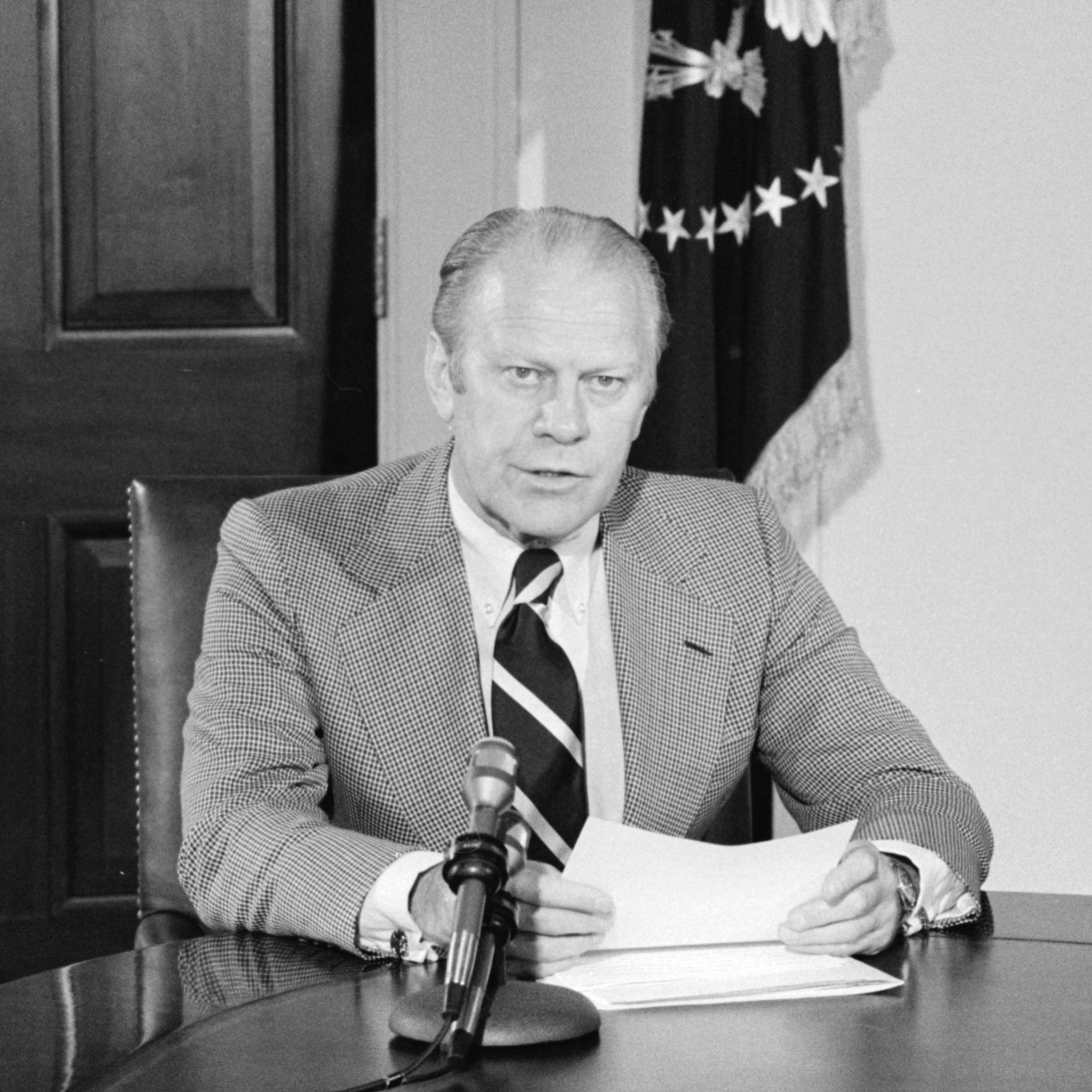
Gerald Ford
(1913–2006)

- Carl Forberg (1911–2000), Autorennfahrer
- Vivi Janiss (1911–1988), Schauspielerin und Sängerin
- Glenn Clarence Cunningham (1912–2003), Politiker
- Tillie Olsen (1912–2007), Schriftstellerin
- Wesley Addy (1913–1996), Theater- und Filmschauspieler
- Gerald Ford (1913–2006), 40. Vizepräsident der Vereinigten Staaten von Amerika (1973–1974) und 38. Präsident der Vereinigten Staaten von Amerika (1974–1977)
- William O. Shanahan (1913–1990), Historiker
- Robert R. Barry (1915–1988), Jurist und Politiker
- Wynonie Harris (1915–1969), Blues-Sänger
- Dorothy McGuire (1916–2001), Schauspielerin
- Irene Worth (1916–2002), Schauspielerin
- Thomas William Murphy CSsR (1917–1995), römisch-katholischer Ordensgeistlicher, Bischof von Juazeiro in Brasilien
- Junior Raglin (1917–1955), Jazz-Bassist
- John L. Holland (1919–2008), Psychologe
- Montgomery Clift (1920–1966), Film- und Theaterschauspieler
- Lawrence Klein (1920–2013), Wirtschaftswissenschaftler und Nobelpreisträger
- Maurice Richlin (1920–1990), Drehbuchautor und Oscar-Preisträger

### 1921–1930

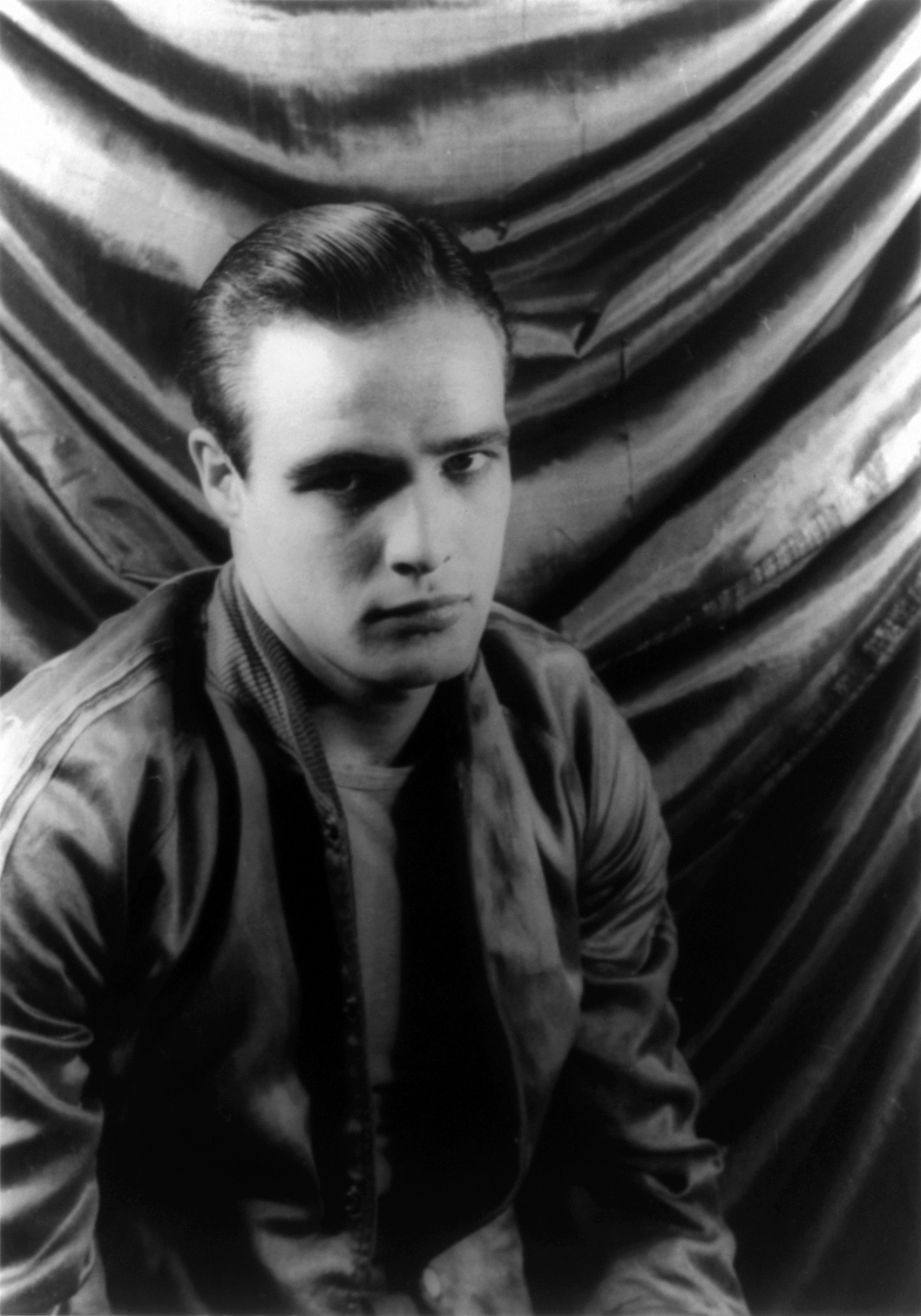
Marlon Brando
(1924–2004)

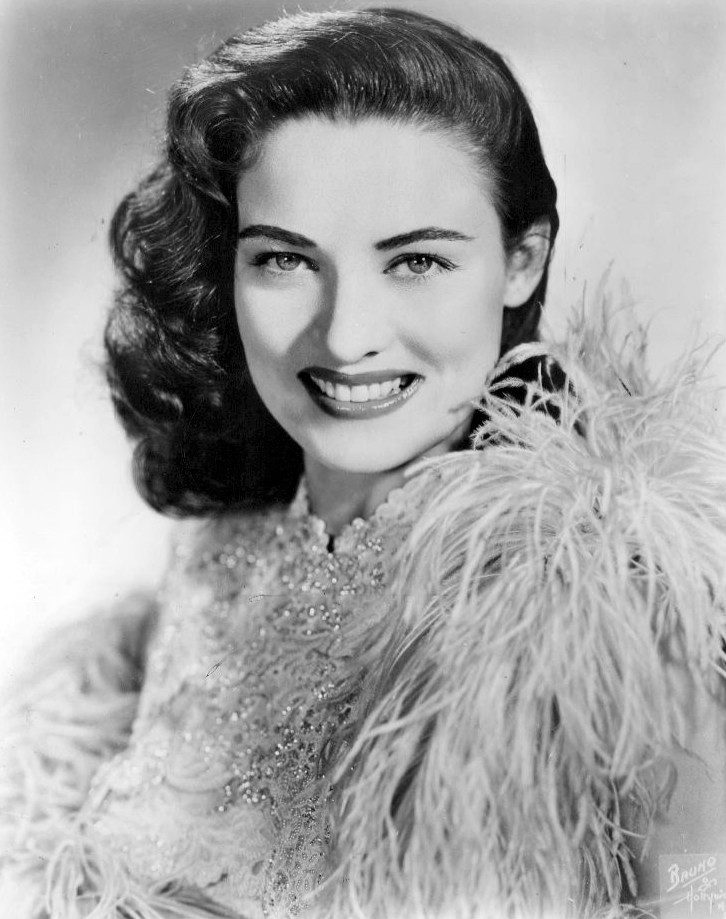
Julie Wilson
(1924–2015)

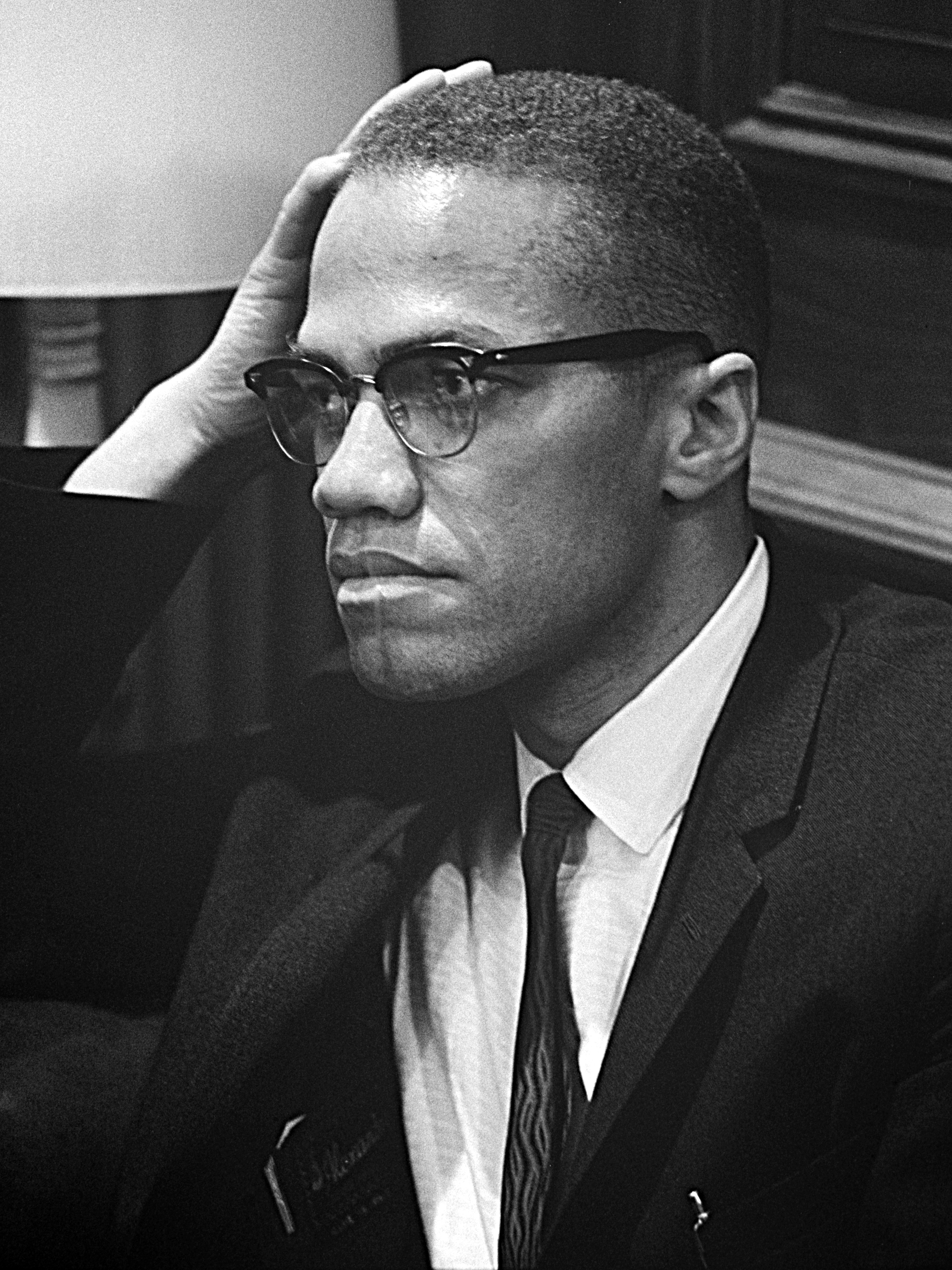
Malcolm X
(1925–1965)

- Bob Bruce Ashton (1921–2006), Komponist und Musikpädagoge
- James L. Baldwin (1921–1979), Generalmajor der United States Army
- Jean Heather (1921–1995), Schauspielerin
- Preston Love (1921–2004), Jazzmusiker und Songwriter
- Malcolm Baldrige (1922–1987), Unternehmer, Manager und Politiker
- Melvin R. Laird (1922–2016), Schriftsteller und Politiker
- John Richard Sheets (1922–2003), römisch-katholischer Weihbischof in Fort Wayne-South Bend
- Marlon Brando (1924–2004), Schauspieler und Oscar-Preisträger
- Charles Munger (1924–2023), Rechtsanwalt, Investor, Manager, Milliardär und Mäzen
- Roger Williams (1924–2011), Easy-Listening-Pianist
- Julie Wilson (1924–2015), Sängerin und Schauspielerin
- Malcolm X (1925–1965), Führer der Bürgerrechtsbewegung
- Kenneth L. Tallman (1925–2006), Generalleutnant der United States Air Force
- Lynn Stalmaster (1927–2021), Casting-Director und Schauspieler
- Luigi Waites (1927–2010), Jazz-Vibraphonist und Schlagzeuger
- Edward Zorinsky (1928–1987), Politiker
- Joyce Appleby (1929–2016), Historikerin
- David Doyle (1929–1997), Schauspieler
- Anne Ramsey (1929–1988), Schauspielerin
- Warren Buffett (* 1930), Großinvestor, Multimilliardär und Mäzen
- James Munkres (* 1930), Mathematiker

### 1931–1940

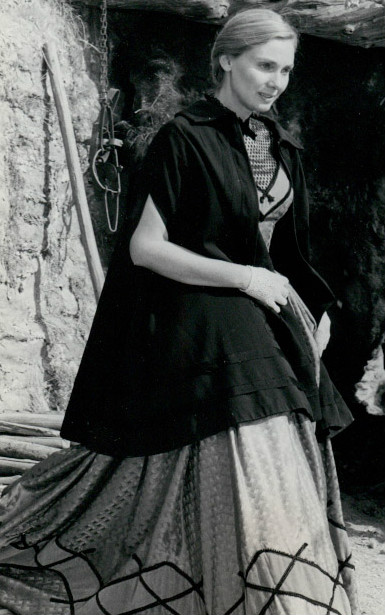
Inga Swenson
(1932–2023)

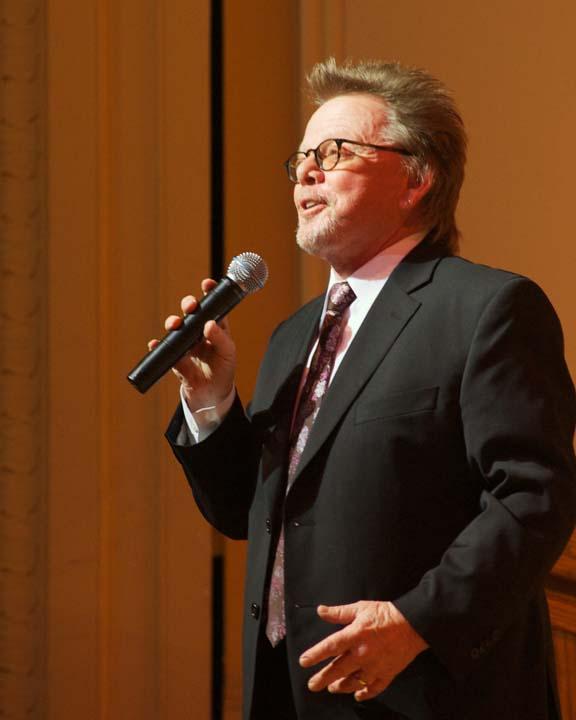
Paul Williams
(* 1940)

- John R. Arthur (* 1931), Chemiker und Materialwissenschaftler
- Christopher Lasch (1932–1994), Historiker und Sozialkritiker
- Anthony Michael Milone (1932–2018), römisch-katholischer Bischof von Great Falls-Billings
- Leanne Payne (1932–2015), evangelikale Theologin, Seelsorgerin und Autorin
- Inga Swenson (1932–2023), Schauspielerin
- Phil Abramson (1933–1987), Szenenbildner
- Walter Capps (1934–1997), Politiker
- Patrick Joseph Ryan (1934–2006), Maler
- Donald E. Thorin (1934–2016), Kameramann
- Bob Gibson (1935–2020), Baseballspieler[5]
- Pete Peterson (* 1935), Politiker
- Daniel Quinn (1935–2018), Schriftsteller
- Joan Micklin Silver (1935–2020), Filmregisseurin und Drehbuchautorin
- Bill Summers (1935–2011), Automobilkonstrukteur
- Barry Barish (* 1936), Physiker und Nobelpreisträger
- Carol Morris (* 1936), Model und Schauspielerin
- Bob Boozer (1937–2012), Basketballspieler[6]
- Ernie Chambers (* 1937), Politiker
- Edward Ruscha (* 1937), Maler, Grafiker, Fotograf und Filmemacher
- Steve Alaimo (1939–2024), Sänger und Musikproduzent
- Byron Allen (* 1939), Jazzmusiker
- Terry Kiser (* 1939), Schauspieler
- Sparkle Moore (* 1939), Rockabilly-Musikerin
- Mike Sullivan (* 1939), Politiker und von 1987 bis 1995 Gouverneur von Wyoming
- James Raschke (* 1940), Ringer und Wrestler
- Paul Williams (* 1940), Komponist, Musiker, Sänger, Songwriter und Schauspieler
- Ed Zschau (* 1940), Politiker

### 1941–1950

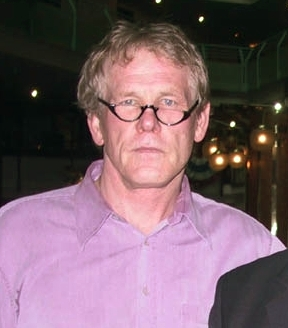
Nick Nolte
(* 1941)

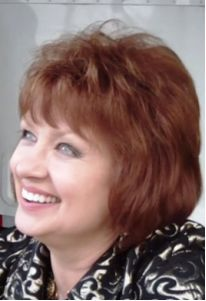
Shaun Murphy
(* 1948)

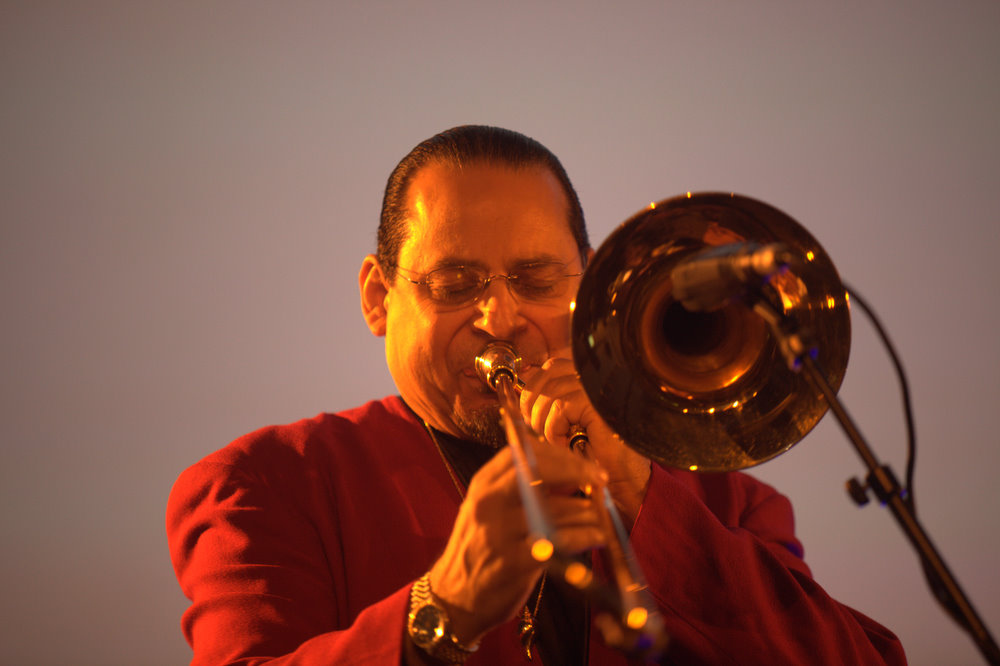
Steve Turre
(* 1948)

- Karen Arthur (* 1941), Filmregisseurin und Schauspielerin
- Pamela Austin (* 1941), Schauspielerin
- Peter Hoagland (1941–2007), Politiker
- Nick Nolte (* 1941), Schauspieler
- Julie Corman (* 1942), Filmproduzentin
- Calvin Keys (1942–2024), Jazz-Musiker
- Richard Stoltzman (* 1942), Klarinettist
- Martin Weisskopf (* 1942), Astrophysiker
- Jonis Agee (* 1943), Schriftstellerin
- John Beasley (1943–2023), Schauspieler
- Lawrence E. King Jr. (* 1944), Bankier und Politiker
- Swoosie Kurtz (* 1944), Schauspielerin
- John Joseph Cavanaugh (* 1945), Politiker
- Doug Ingle (1945–2024), Rockmusiker
- John Trudell (1946–2015), indianischer Freiheitskämpfer, Musiker und Schauspieler
- Neil Krepela (* 1947), Spezialeffektkünstler und Kameramann
- Buddy Miles (1947–2008), Rock-, Blues-, Soul- und Funk-Schlagzeuger
- Adrian Watt (* 1947), Skispringer
- Terry Goodkind (1948–2020), Fantasy-Autor
- David Karnes (1948–2020), Politiker
- Shaun Murphy (* 1948), Rock- und Rhythm-and-Blues-Sängerin und Perkussionistin
- Steve Turre (* 1948), Jazz-Musiker
- Joseph P. Vacanti (* 1948), Chirurg und Transplantationsforscher
- Brad Ashford (1949–2022), Politiker
- Blase Joseph Cupich (* 1949), römisch-katholischer Erzbischof von Chicago, Kardinal
- Mike Hill (1949–2023), Filmeditor
- Gordon Smiley (1949–1982), Rennfahrer
- Lindsay Bloom (* 1950), Schauspielerin[7]
- Victor Lewis (* 1950), Jazz-Schlagzeuger
- Gayle Lynds (* 1950), Autorin

### 1951–1960

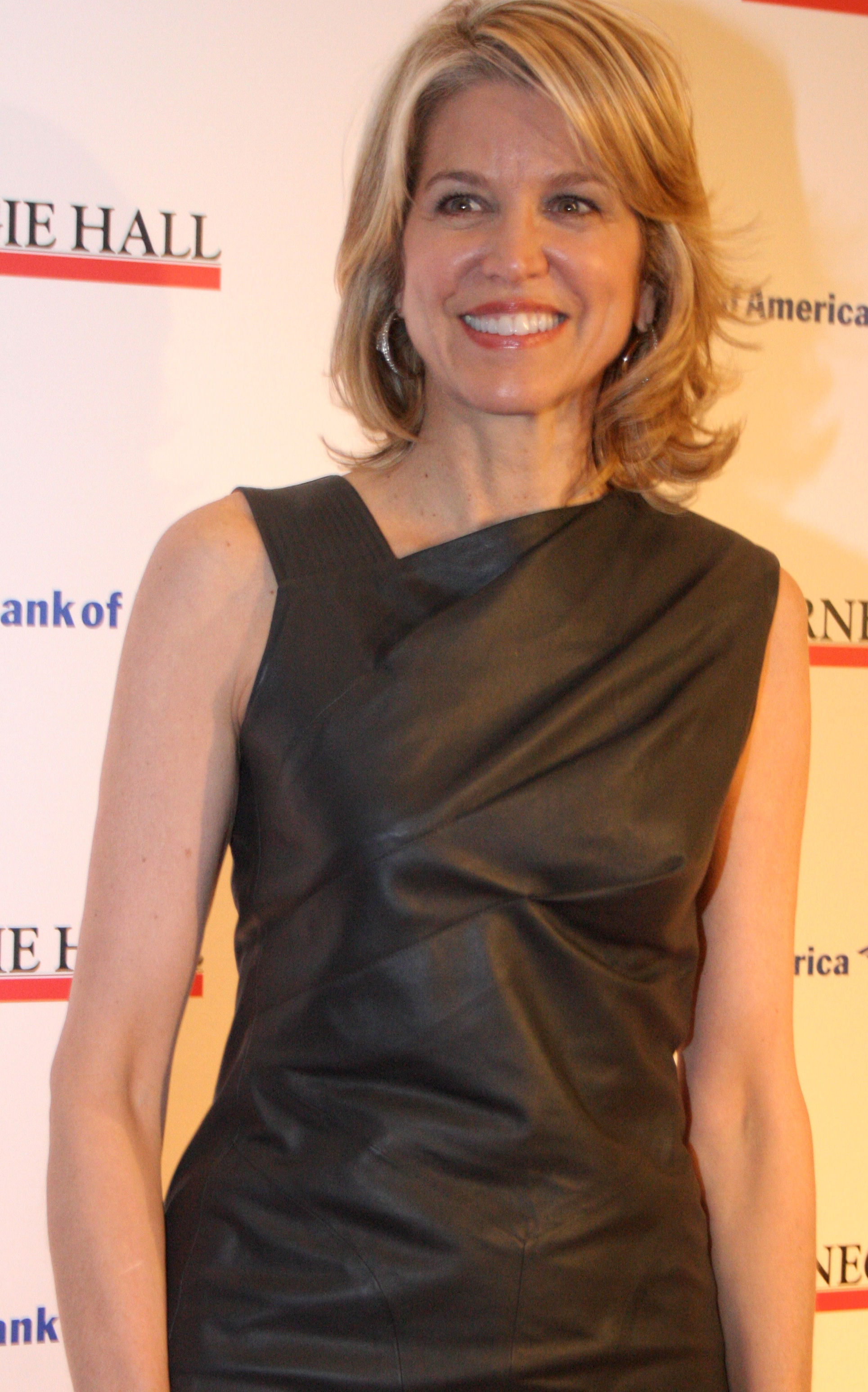
Paula Zahn
(* 1956)

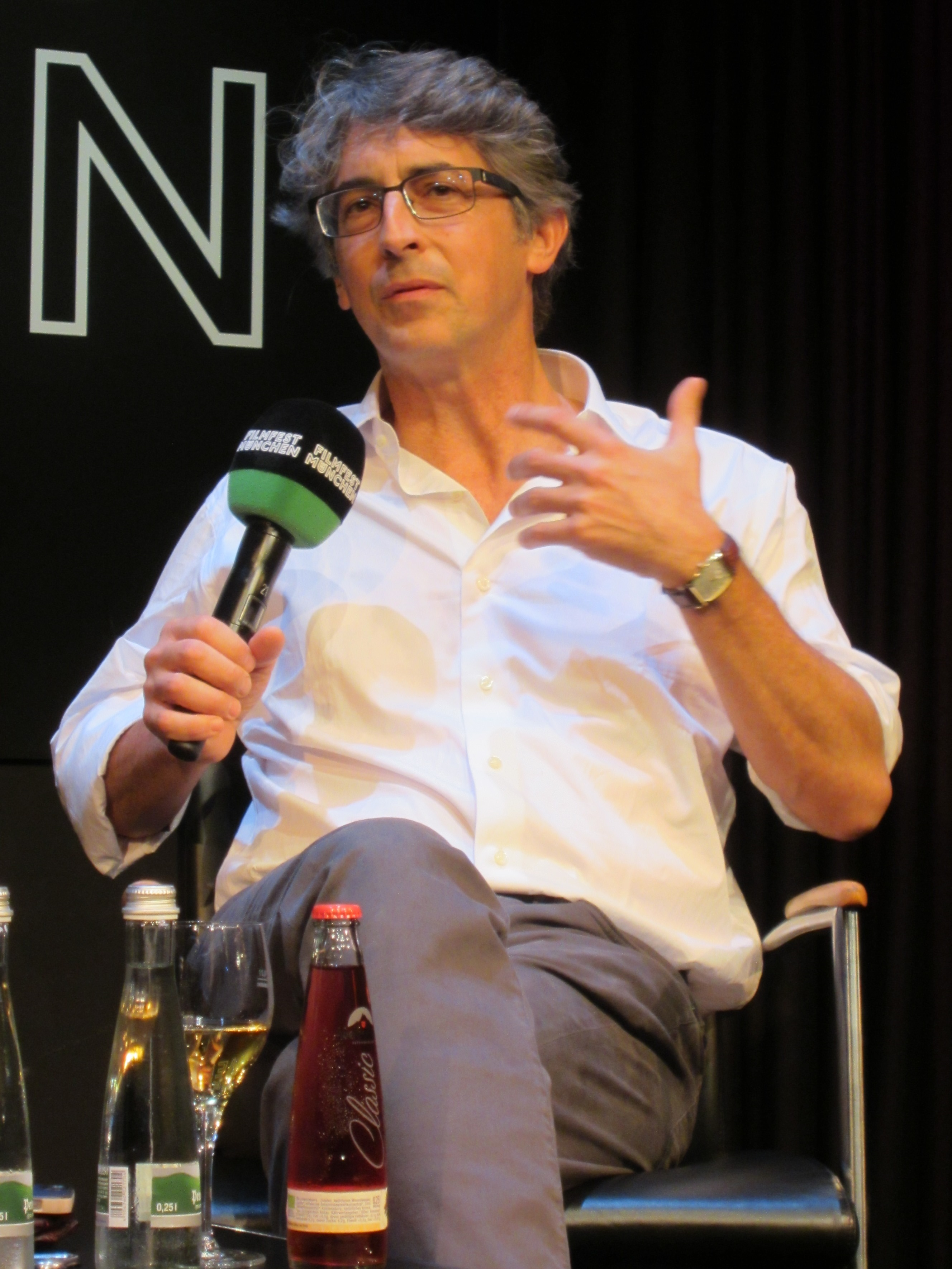
Alexander Payne
(* 1961)

- Erika Andersen (* 1952), Unternehmensberaterin
- K. K. Barrett (* 1952), Szenenbildner
- Mike Hill (1952–2023), Filmeditor
- Clark S. Larsen (* 1952), Verhaltensforscher und Anthropologe
- Marcus McLaurine (* 1952), Jazzmusiker
- John Rutherford (* 1952), Politiker
- Dan Warthen (* 1952), Baseballspieler[8]
- Marc Johnson (* 1953), Jazz-Bassist
- Sagan Lewis (1953–2016), Schauspielerin
- Ted DiBiase (* 1954), Profiwrestler
- Richard Dooling (* 1954), Schriftsteller, Drehbuchautor und Rechtsanwalt
- Bill Martin Williams (* 1954), Schauspieler
- Myles Boisen (* 1956), Musiker und Tontechniker
- Michael Bruner (* 1956), Schwimmer
- Robin Bell Dodson (* 1956), Poolbillard-Spielerin
- Robert Reed (* 1956), Science-Fiction-Autor
- Paula Zahn (* 1956), Journalistin[9]
- Wade Boggs (* 1958), Baseballspieler
- Clayton Anderson (* 1959), Astronaut
- Steve Borden (* 1959; alias Sting), Wrestler
- Essiet Okon Essiet (* 1959), Jazz-Bassist
- Jim Fitzpatrick (* 1959), Schauspieler, Filmproduzent, Filmregisseur, Drehbuchautor, Model und American-Football-Spieler
- James M. Connor (* 1960), Schauspieler
- Bob Green (* 1960), Tennisspieler[10]
- Jim Hartung (* 1960), Turner[11]
- Kerry Healey (* 1960), Politikerin
- Dave Rimington (* 1960), American-Football-Spieler
- Miranda Wilson (* 1960), Schauspielerin

### 1961–1970

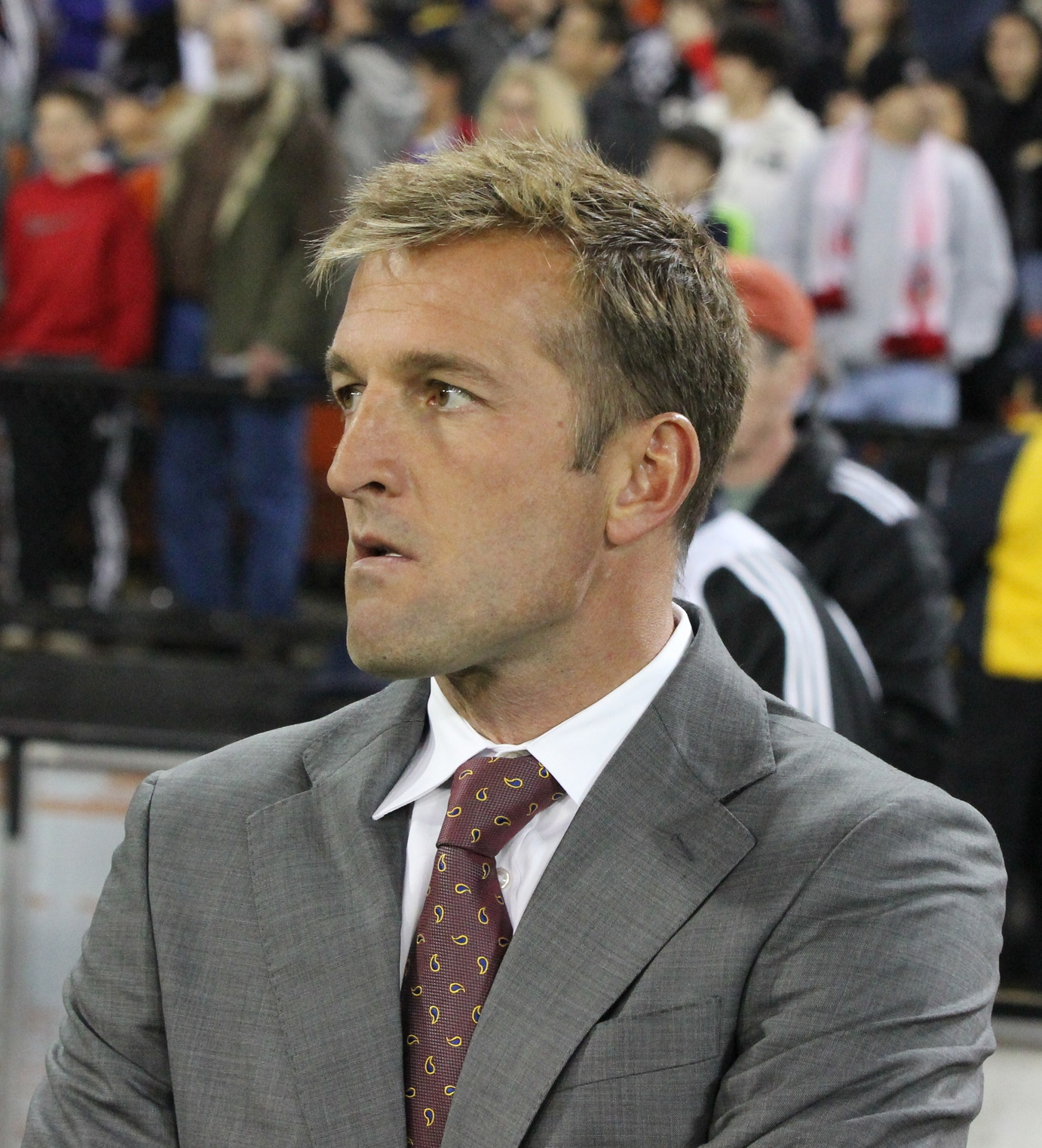
Jason Kreis
(* 1972)

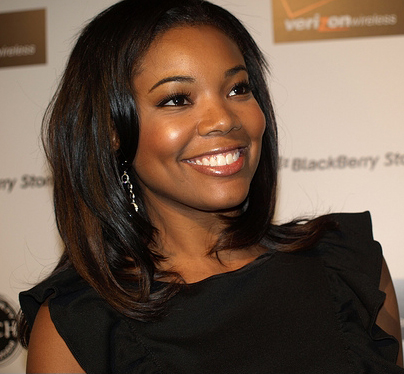
Gabrielle Union
(* 1972)

- John Folda (* 1961), römisch-katholischer Bischof von Fargo
- Alexander Payne (* 1961), Filmregisseur, Drehbuchautor sowie Oscar- und Golden-Globe-Preisträger
- Tim Brown (* 1962), Politiker
- Dennis Mackrel (* 1962), Jazzmusiker
- Ryk E. Spoor (* 1962), Science-Fiction- und Fantasy-Autor
- Lee Terry (* 1962), Politiker
- Jeff Draheim (* 1963), Filmeditor
- Jay Karnes (* 1963), Schauspieler
- Paul Davis (* 1964), Baseballtrainer
- Dave Hoppen (* 1964), Basketballspieler[12]
- Joe Rogers (1964–2013), Politiker
- Nicholas Sparks (* 1965), Schriftsteller
- Mike McDonnell (* 1966), Politiker und Gewerkschaftsführer
- Thomas Ricketts (* 1966), Unternehmer
- Chris Ware (* 1967), Comiczeichner
- Terry Brands (* 1968), Ringer, Weltmeister 1993 und 1995 sowie Bronzemedaillengewinner bei den Olympischen Spielen 2000
- Thomas Brands (* 1968), Ringer und Olympiasieger bei den Olympischen Spielen 1996
- Kristin Hahn (* 1969), Filmproduzentin und Drehbuchautorin
- Andy Milder (* 1969), Schauspieler und Synchronsprecher
- Ralph O’Donnell (* 1969), römisch-katholischer Geistlicher, Bischof von Jefferson City
- Elliott Smith (1969–2003), Songschreiber und Musiker
- Rex Walters (* 1970), Basketballspieler[13]
- Brian Yorkey (* 1970), Dramatiker und Liedtexter

### 1971–1980
- Pigeon John (* 1972), Hip-Hop-Rapper
- Jason Kreis (* 1972), Fußballspieler
- Stephanie Kurtzuba (* 1972), Schauspielerin

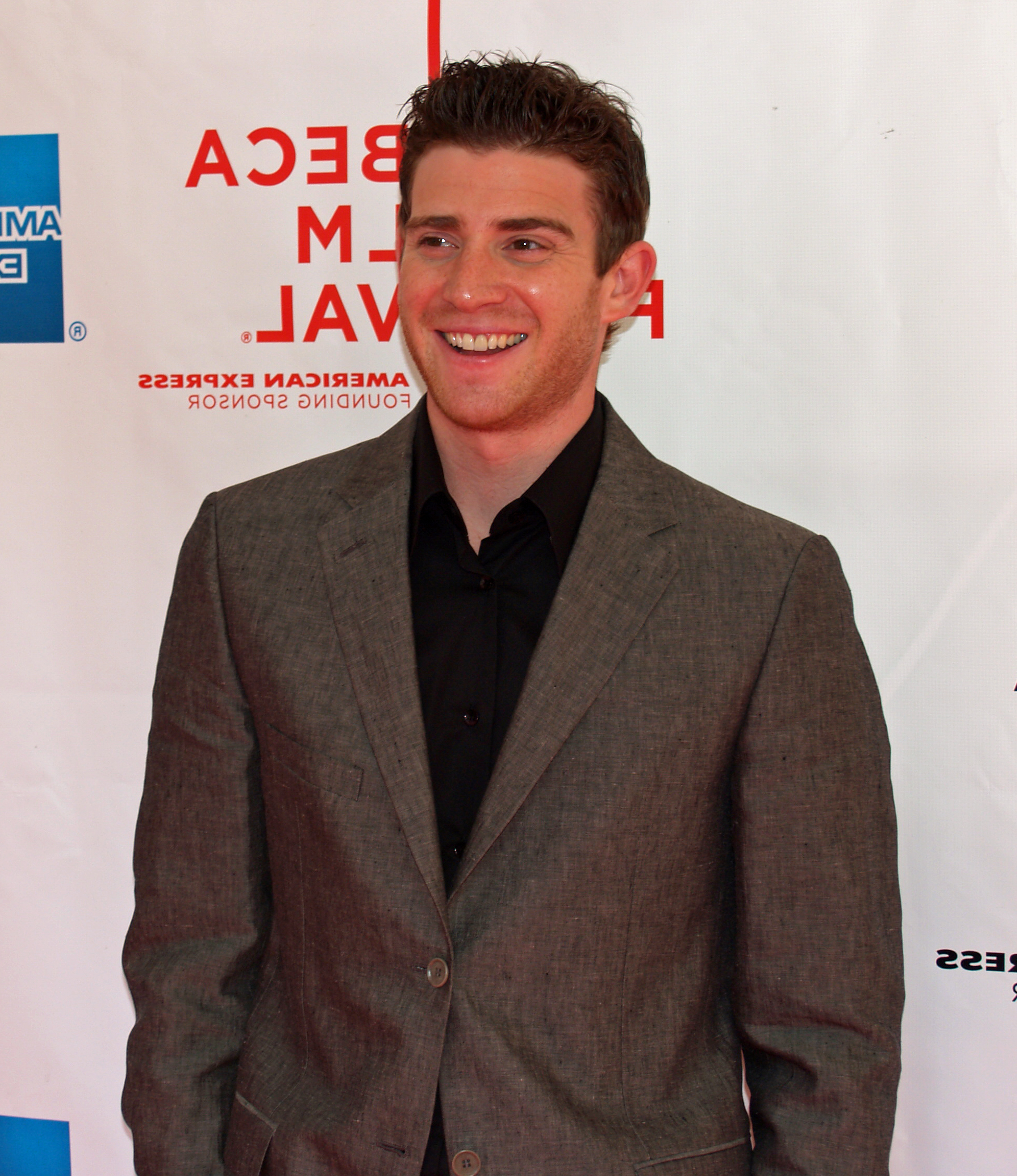
Bryan Greenberg
(* 1978)

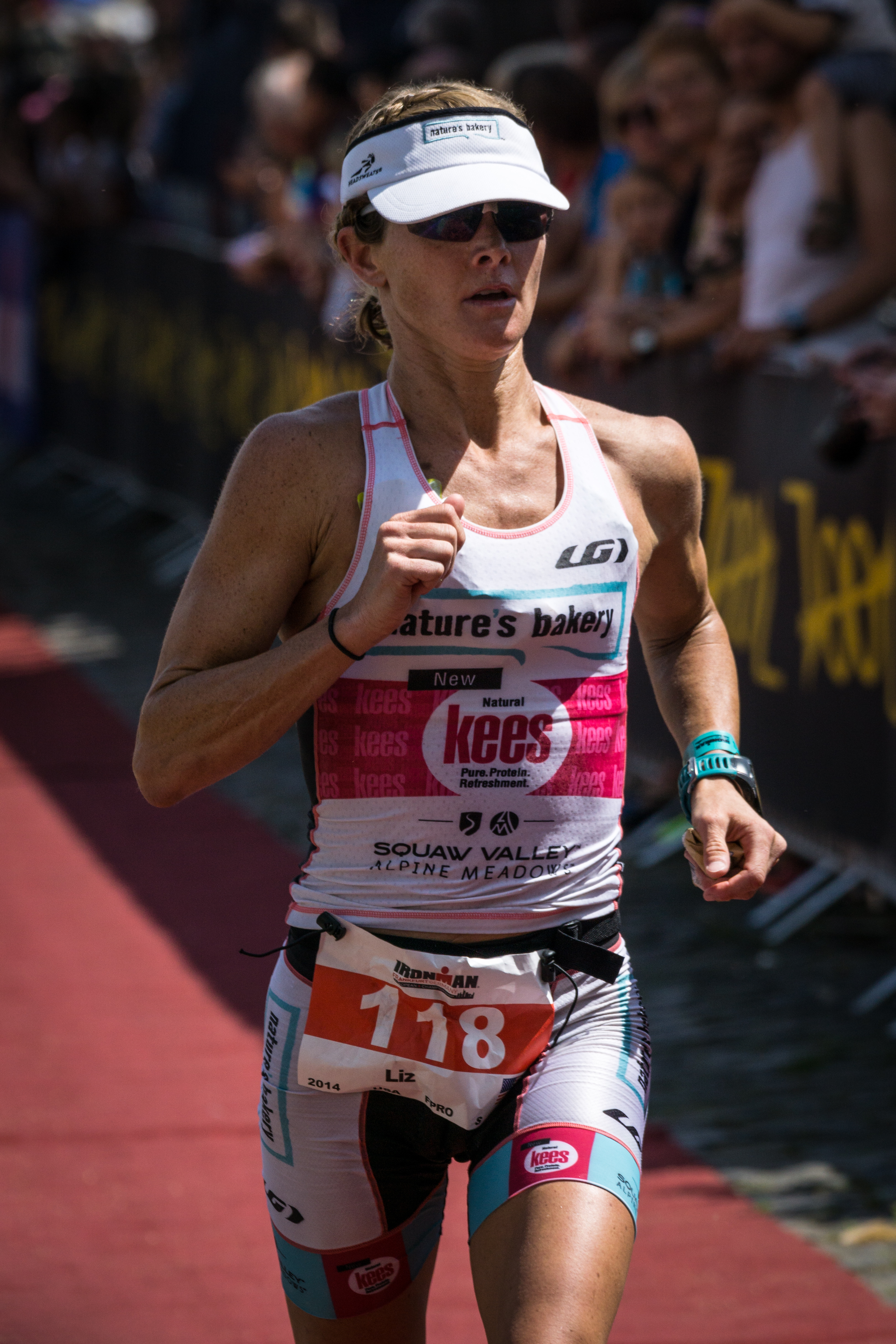
Elizabeth Lyles
(* 1978)

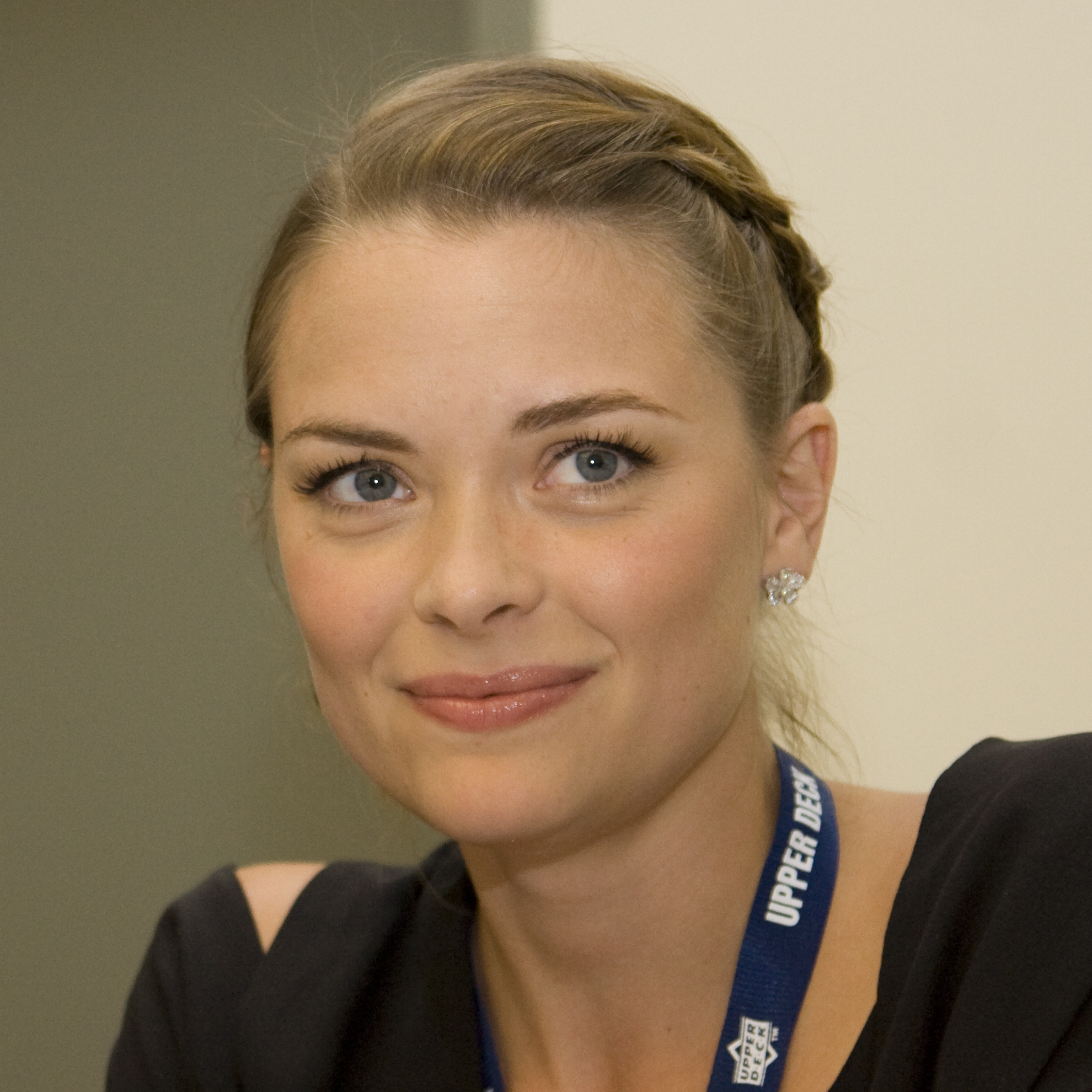
Jaime King
(* 1979)

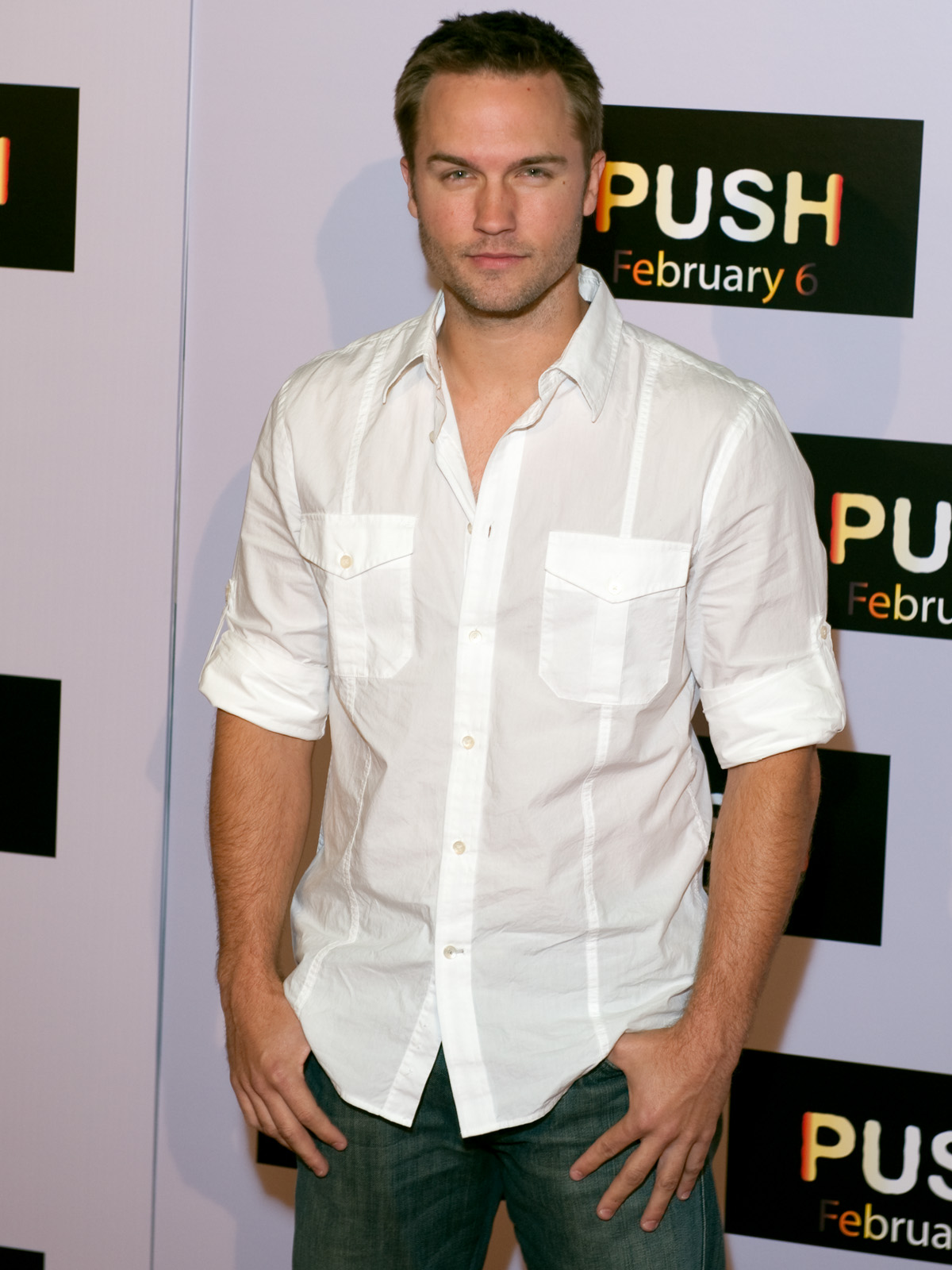
Scott Porter
(* 1979)

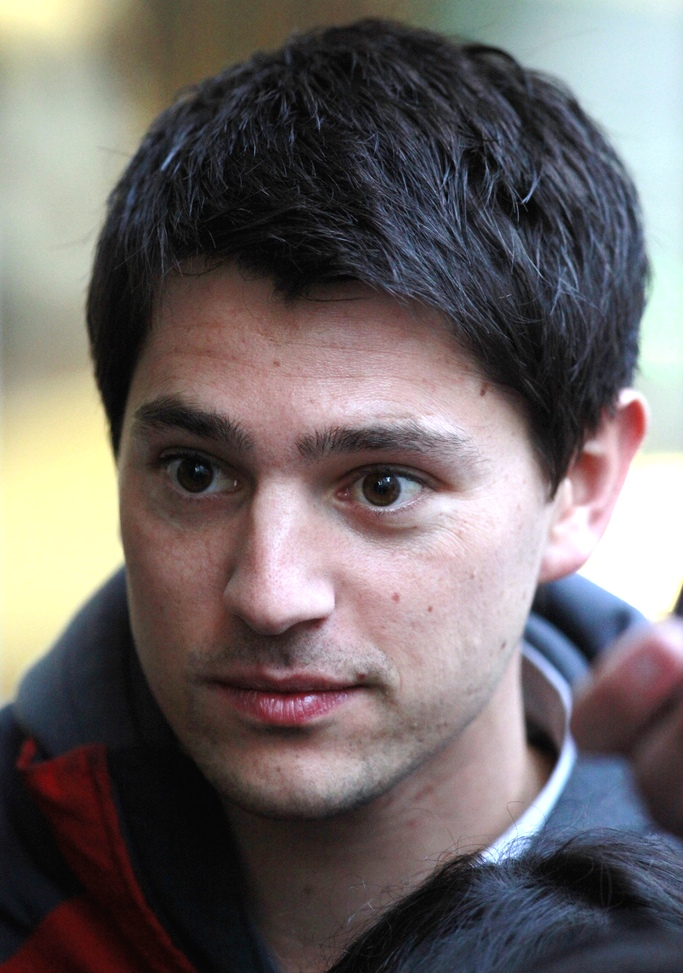
Nicholas D’Agosto
(* 1980)

- Mark Pope (* 1972), Basketballspieler[14]
- Gabrielle Union (* 1972), Schauspielerin
- Jorge Garcia (* 1973), Schauspieler
- Rainbow Rowell (* 1973), Kinder- und Jugendbuchautorin
- Roxane Gay (* 1974), Autorin, Herausgeberin und Englischprofessorin
- Sean McDermott (* 1974), Trainer im American Football
- Brian Deegan (* 1975), Motocross-Freestyle-Biker
- Mike Flood (* 1975), Politiker
- Jason Rosener (* 1975), Skirennläufer
- Ahman Green (* 1977), American-Football-Spieler
- Adrianne Wadewitz (1977–2014), Feministin und Expertin für englische Literatur des 18. Jahrhunderts
- Kelcey Watson (* 1977), Schauspieler und Synchronsprecher
- Bryan Greenberg (* 1978), Schauspieler und Musiker
- Elizabeth Lyles (* 1978), Triathletin, Ironman-Siegerin und Ironman-Vize-Europameisterin
- Jed Ortmeyer (* 1978), Eishockeyspieler
- Andrew Rannells (* 1978), Schauspieler und Sänger
- Jaime King (* 1979), Schauspielerin
- Scott Porter (* 1979), Schauspieler
- James Adomian (* 1980), Komiker und Schauspieler
- Nicholas D’Agosto (* 1980), Schauspieler
- Jerusha Hess (* 1980), Filmregisseurin und Drehbuchautorin
- Conor Oberst (* 1980), Musiker

### 1981–2000
- Lance Cade (1981–2010), Wrestler

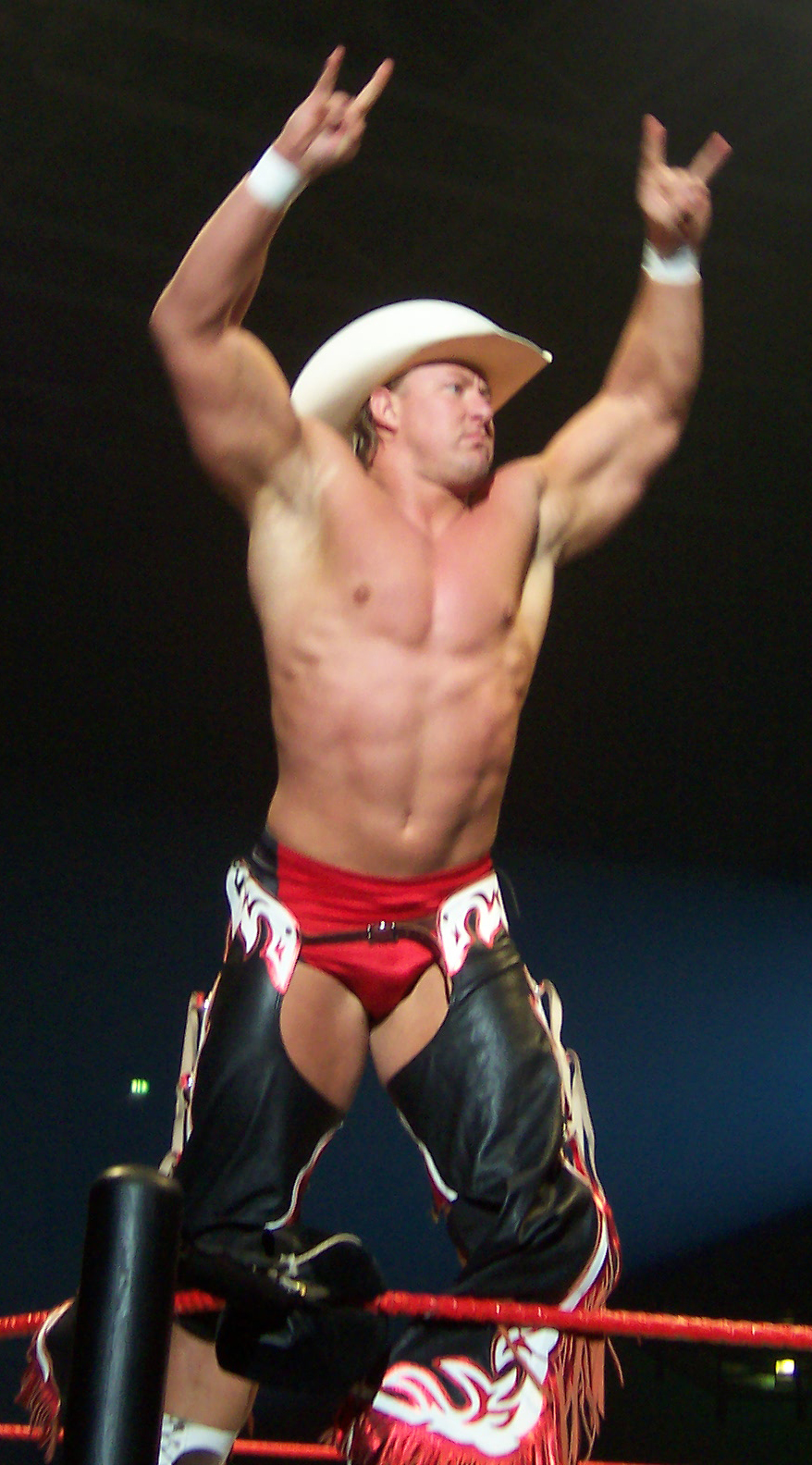
Lance Cade
(1981–2010)

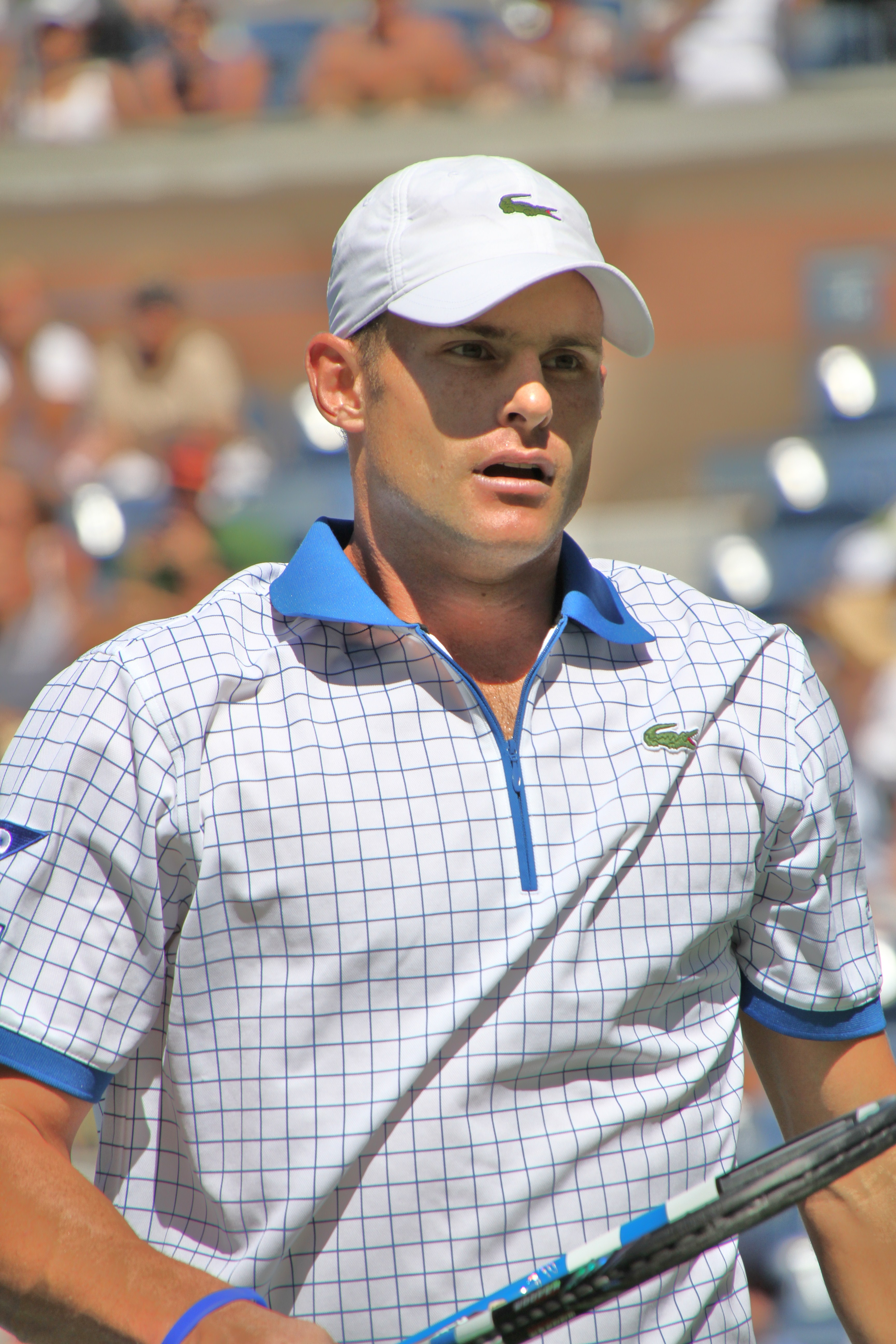
Andy Roddick
(* 1982)

- Alice Schmidt (* 1981), Mittelstreckenläuferin
- Andy Roddick (* 1982), Tennisspieler
- Jason Dourisseau (* 1983), Basketballtrainer und -spieler
- Mike Zagurski (* 1983), Baseballspieler[15]
- Zach Kroenke (* 1984), Baseballspieler[16]
- Jake Ellenberger (* 1985), MMA-Kämpfer[17]
- Pat Venditte (* 1985), Baseballspieler[18]
- Darin Ruf (* 1986), Baseballspieler[19]
- Terence Crawford (* 1987), Profiboxer, Weltmeister der WBO im Leichtgewicht und im Halbweltergewicht
- Conor Gillaspie (* 1987), Baseballspieler[20]
- Hallee Hirsh (* 1987), Schauspielerin und Filmproduzentin
- Yvonne Turner (* 1987), Basketballspielerin[21]
- Keenan Robinson (* 1989), American-Football-Spieler[22]
- Symone D. Sanders (* 1989), politische Strategin und Autorin
- Sugar Todd (* 1990), Eisschnellläuferin[23]
- Jackson Withrow (* 1993), Tennisspieler
- Jake Guentzel (* 1994), Eishockeyspieler
- Sarah Rose Summers (* 1994), Schönheitskönigin und Gewinnerin der Miss-USA-Wahl 2018
- Harrison Phillips (* 1996), American-Football-Spieler
- Noah Fant (* 1997), American-Football-Spieler
- Justin Patton (* 1997), Basketballspieler
- Isaiah Simmons (* 1998), American-Football-Spieler

## 21. Jahrhundert
- Breece Hall (* 2001), American-Football-Spieler
- JoJo Siwa (* 2003), Tänzerin, Sängerin, Schauspielerin und Webvideoproduzentin